# Vitomir Belaj
Vitomir Belaj (Maribor, Slovenija, 8. studenoga 1937. – Zagreb, Hrvatska, 19. kolovoza 2023.) bio je hrvatski etnolog.

## Životopis
Rođen je 8. studenoga 1937. u Mariboru. U Zagrebu je stekao osnovnoškolsku i gimnazijsku naobrazbu, te je 1961. diplomirao etnologiju i germanistiku na Filozofskom fakultetu Sveučilišta u Zagrebu. Radio je kao muzejski kustos u Varaždinu i Ptuju (Slovenija). 1966. je magistrirao, te 1979. doktorirao. Od 1970. do umirovljenja predaje na Odsjeku za etnologiju Filozofskog fakulteta Sveučilišta u Zagrebu.
Bio je član Nacionalnoga vijeća za visoko obrazovanje, te raznih stručnih i znanstvenih udruženja (Hrvatskoga etnološkog društva, Hrvatskoga društva folklorista, Matice hrvatske) u kojima je obnašao ili obnaša razne funkcije. Redoviti je član Hrvatskoga mariološkoga instituta, dopisni član Papinske međunarodne marijanske akademije, te član Međunarodnog udruženja etnoloških i antropoloških znanosti (IUAES). Član je uredničkih savjeta časopisa Narodna umjetnost i Ethnologia Slovaca et Slavica, te osnivač i glavni urednik časopisa Studia ethnologica Croatica.
Vitomir Belaj također je bio dekan Teološkog fakulteta Matija Vlačić Ilirik u Zagrebu.
Umro je 19. kolovoza 2023. godine u Zagrebu.

## Znanstveni rad
Belaj je surađivao s uglednim hrvatskim etnolozima poput Milovana Gavazzija, Branimira Bratanića i Zdenka Škreba. Bavio se proučavanjem običaja s vjerovanjima, poviješću etnološke misli, etnološkom teorijom i etnološkom kartografijom. Od 1969. godine bavi se običajima i njihovom interpretacijom u drevnoj slavenskoj religiji, a posebice običajima s maskiranim ophodima. U kasnijem radu usredotočuje se na istraživanja pučke, napose marijanske pobožnosti, te rekonstrukciju fragmenata praslavenskoga poganstva u pučkim predajama. Napisao je niz studija o raznim osobama iz hrvatske povijesti i kulture i njihovim doprinosima hrvatskoj etnološkoj znanosti (Antun Radić, Josip Bedeković, Matija Antun Relković i dr.). Proučavao je veze hrvatske, slovačke i slovenske etnologije, te napisao nekoliko pregleda povijesti hrvatske etnologije.

## Izbor iz djela
- Utemeljitelj hrvatske etnologije dr. Antun Radić (1966.) (magistarska disertacija)
- Kultni vrtići u Jugoslaviji i njihov etnološki okvir (1979.) (doktorska disertacija)
- Die Kunde vom kroatischen Volk. Eine Kulturgeschichte der kroatischen Volkskunde (1998.) ISBN 3928624571
- Hod kroz godinu. Mitska pozadina hrvatskih narodnih običaja i vjerovanja (1998., 2007.) ISBN 9789532123340
- Sveti trokuti – topografija hrvatske mitologije (2014.) ISBN  9789536927746

## Nagrade
- 1998. Godišnja Državna nagrada za znanost Republike Hrvatske
- 1999. Veliko priznanje Filozofskoga fakulteta u Ljubljani
- 2006. Nagrada Milovan Gavazzi za životno djelo Hrvatskoga etnološkog društva

## Vanjske poveznice
- Ivan Lozica Vitomir Belaj, Hod kroz godinu, Pokušaj rekonstrukcije prahrvatskoga mitskoga svjetonazora, Narodna umjetnost 02/2007 (PDF) (pristupljeno 25.siječnja 2011.)